# Saguinus
Saguinus Hoffmannsegg, 1807 è un genere di Cebidae appartenente alla famiglia Callitricidi comprendente, oltre a quest'ultimo, anche i generi Callimico, Callithrix e Leontopithecus, quest'ultimo strettamente imparentato con Saguinus.
Al genere sono ascritte le numerose specie animali conosciute col nome comune collettivo di tamarini.

## Descrizione
Si tratta di animali anche piuttosto differenti fra loro, tuttavia tutte le specie presentano taglia contenuta (40-60 cm di lunghezza complessiva, per un peso di 400-800 g) e colore di fondo generalmente nero o bruno, con parte ventrale più chiara od addirittura bianca. Molte specie (ad es. Saguinus imperator, S. oedipus) presentano peli facciali allungati a guisa di barbe, baffi o capigliature stravaganti.
Rispetto agli uistitì, presentano conformazione della chiostra dentaria differente, in quanto mancano gli incisivi allungati e quindi i canini sono assai più lunghi degli incisivi.

## Biologia
Si tratta di animali perlopiù frugivori ed insettivori: questo fatto si ripercuote significativamente anche sul numero di componenti dei gruppi in cui questi animali solitamente si riuniscono, che è solitamente compreso fra i tre ed i nove individui. Alcune specie (come il sopracitato S. oedipus) possono tuttavia formare gruppi che contano oltre quaranta individui, ma si tratta di casi eccezionali.
Come per gli uistitì, dopo la nascita è il padre a prendersi cura dei cuccioli (solitamente due gemelli), lasciandoli alla madre solo per la poppata: lo svezzamento è piuttosto tardivo, dal momento che i cuccioli non possono dirsi completamente svezzati prima del terzo mese di vita.
La speranza di vita in cattività di questi animali è di circa 18 anni.

## Distribuzione e habitat
Il loro areale si estende dall'America Centrale (Costa Rica) all'America Meridionale centrale (Bolivia settentrionale): la maggior parte delle specie si concentra nel bacino amazzonico.
I tamarini sono abitatori della foresta pluviale: hanno abitudini arboricole e diurne.

## Tassonomia
Dopo alcune revisioni tassonomiche che hanno portato gli studiosi ad elevare alcune sottospecie al rango di specie a sé stanti e specie di altri generi a venire incluse in Saguinus, il genere conta attualmente 17 specie, di seguito elencate:
- Famiglia Callitrichidae
  - Genere Saguinus
    - Gruppo S. bicolor
      - Saguinus bicolor - tamarino calvo
      - Saguinus martinsi - tamarino di Martins

    - Gruppo S. inustus
      - Saguinus inustus - tamarino dalla faccia chiazzata

    - Gruppo S. midas
      - Saguinus midas - tamarino dalle mani gialle
      - Saguinus niger - tamarino nero

    - Gruppo S. mystax
      - Saguinus imperator - tamarino imperatore
      - Saguinus labiatus - tamarino dal ventre rosso
      - Saguinus mystax - tamarino dai mustacchi
      - Saguinus pileatus - tamarino testarossa

    - Gruppo S. nigricollis
      - Saguinus fuscicollis - tamarino dal dorso bruno
      - Saguinus graellsi - tamarino di Graells
      - Saguinus melanoleucus - tamarino dalla gualdrappa
      - Saguinus nigricollis - tamarino dal dorso nero
      - Saguinus tripartitus - tamarino dal mantello dorato

    - Gruppo S. oedipus
      - Saguinus geoffroyi - tamarino di Geoffroy
      - Saguinus leucopus - tamarino dai piedi bianchi
      - Saguinus oedipus - tamarino edipo